# 康定灯心草
康定灯心草（学名：Juncus kangdingensis）是灯心草科灯心草属的植物，是中国的特有植物。分布在中国大陆的四川省等地，生长于海拔3,400米的地区，见于山坡路旁草地上，目前尚未由人工引种栽培。